# 뱀잡이수리
뱀잡이수리 또는 비서새 (Sagittarius serpentarius)는 뱀잡이수리과에 속하는 맹금류로, 몸집이 크며 대개는 영역과시형이다. 원주지는 아프리카이며, 통상적으로 사하라 사막 이남의 광활한 초원과 사바나 지역에서 발견된다. 솔개류와 말똥가리류, 독수리류 그리고 개구리매 등과 같은, 다른 많은 주행성 맹금류가 포함되어 있는 수리목에 속하는 종임에도 불구하고, 자신의 이름을 딴 뱀잡이수리과(Sagittariidae)라는 이름이 붙여져 있다.

## 특징 및 생태
뱀잡이수리는 다른 맹금류보다 긴 다리와 목을 가지고 있다. 머리에는 검은 장식깃이 있어 비서새, 서기관 새로도 불린다. 주로 아프리카 초원을 걸어다니며 제임슨맘바, 가분살모사, 그린맘바, 블랙맘바, 코브라 등을 잡아먹으며, 퍼프 애더와 같은 독사도 발로 밟고 던져서 잡아먹는다. 이때 날개는 방패 역할을 한다.
수단과 남아프리카공화국의 문장에 실려 있다.